# Chironomus caffrarius
Chironomus caffrarius är en tvåvingeart som beskrevs av Jean-Jacques Kieffer 1914. Chironomus caffrarius ingår i släktet Chironomus och familjen fjädermyggor. Inga underarter finns listade i Catalogue of Life.